# Golfclub Flevoland
Golfclub Flevoland is een Nederlandse golfclub in Lelystad in de provincie Flevoland.
De thuisbaan van Golfclub Flevoland ligt tussen de dijk van Oostelijk Flevoland en het Zuigerplasbos. Doordat de baan ook vlak bij het natuurgebied 'De Oostvaarders plassen' ligt, komen er veel vogels op de baan.

## De Polderbokaal
Sinds 1996 bestaat de Polderbokaal, een wedstrijd tussen 6 polderclubs, t.w. Almeerderhout, Dorhout Mees, Dronten, Flevoland, Harderwold en Zeewolde. De formule is 4-bal-best-bal.